# Maansikkeluil
De maansikkeluil (Agrochola lunosa, voorheen geplaatst in het geslacht Omphaloscelis) is een nachtvlinder uit de familie Noctuidae, de uilen. De voorvleugellengte bedraagt tussen de 14 en 17 millimeter. De soort komt voor in West-Europa. Hij overwintert als rups.

## Waardplanten
De maansikkeluil heeft als waardplanten allerlei grassen.

## Voorkomen in Nederland en België
De maansikkeluil is in Nederland en België een algemene soort, die verspreid over het hele gebied kan worden gezien met uitzondering van het noordoosten van Nederland. De vlinder kent één generatie die vliegt van halverwege augustus tot halverwege oktober.